# José Perelló Torrens
José Perelló Torrens (Tormos, Marina Alta, País Valencià, 1885-1955) va ser un polític valencià d'ideologia republicana d'esquerres, alcalde de Tormos durant els anys trenta.

## Biografia
José Perelló Torrens va ser el primer i únic alcalde democràtic de Tormos del segle XX abans de la recuperació de la democràcia el 1978. Ho va ser en representació dels partits fundats per Manuel Azaña, Acción Republicana (AR) i Izquierda Republicana (IR), des d'abril de 1931 fins a abril de 1939, és a dir, des de la proclamació de la Segona República Espanyola fins a l'acabament de la Guerra Civil espanyola. Durant aquests huit anys de govern municipal va impulsar mesures per la millora del benestar de la gent de Tormos com, entre altres moltes accions, la construcció de l'escola d'educació primària municipal, la perforació d'un pou i la conducció d'aigua des de la font de "La Bolata" fins al poble per al seu abastiment o la millora de la xarxa de camins veïnals.
Durant els difícils temps de la Guerra Civil va tindre una actuació exemplar i no va permetre cap mort violenta dins el terme municipal de Tormos com així es recull en la "Causa General" o investigació judicial franquista sobre els crims en la "zona roja" durant la guerra. També va evitar que els delinqüents de la "Pepa" d'Orba, Dénia, la Xara i El Verger, pertanyents a la CNT, a més de no assassinar la gent de dretes de Tormos no cremaren ni destruïren l'església de Tormos, l'única de la vall de la Rectoria que posseïx un retaule del segle xviii. Els objectes litúrgics i les imatges més valuoses van ser amagades, amb l'ajuda de l'alcalde republicà, per un religiós escolapi nascut a Tormos, el pare Luis, en diverses cases del poble. Una altra acció honrosa i humanitària de José Perelló Torrens va ser donar refugi durant tota la Guerra Civil a la comunitat de les germanes carmelites de Dénia que havien fugit del seu convent davant la violència anticlerical. L'alcalde republicà ni va descobrir a aquestes davant la "Pepa" ni a aquells tormers que s'havien amagat per tal de no anar al front, entre ells el futur alcalde franquista José Peretó Arbona, davant el capità de Recuperació del "Servicio de Información Militar" (SIM) quan va visitar Tormos en busca de "emboscados".
Acabada la guerra, el cap local de Falange Española Tradicionalista y de las JONS, Joaquín Camps Vicens, va denunciar el 7 de juliol de 1939 a José Perelló Torrens qui va ser detingut aqueix mateix dia i conduït a una presó provisional instal·lada en els antics magatzems de pansa "Morand" a Dénia, en l'actual carrer de la Mar. Allí va restar reclòs fins a novembre de 1939 quan va ser traslladat al Camp de Concentració habi·litat en els terrenys del sanatori antituberculós de la cartoixa de Porta Coeli, a València. Posteriorment va ser jutjat davant el Consell de Guerra núm. 2 d'Alacant en judici sumari (sumari d'urgència número 5020) el 5 d'abril de 1940 sent condemnat a una pena de sis mesos i un dia de presó menor per un delicte d'Auxili a la Rebel·lió. El rector i fill del poble de Tormos, l'escolapi Luis Ripoll Ginestar, la integritat física del qual va ser garantida per José Perelló Torrens durant la guerra, va ser l'única autoritat postrepublicana local que va intermediar de manera decidida i sincera en l'alliberació de l'alcalde del camp de concentració, evitant-li una mort segura. En una de les seues múltiples declaracions recollides en el sumari del procés judicial contra José Perelló Torrens, el religiós qualifica l'actuació de l'alcalde durant la Guerra Civil com la pròpia "d'un bon cristià i perfecte cavaller"

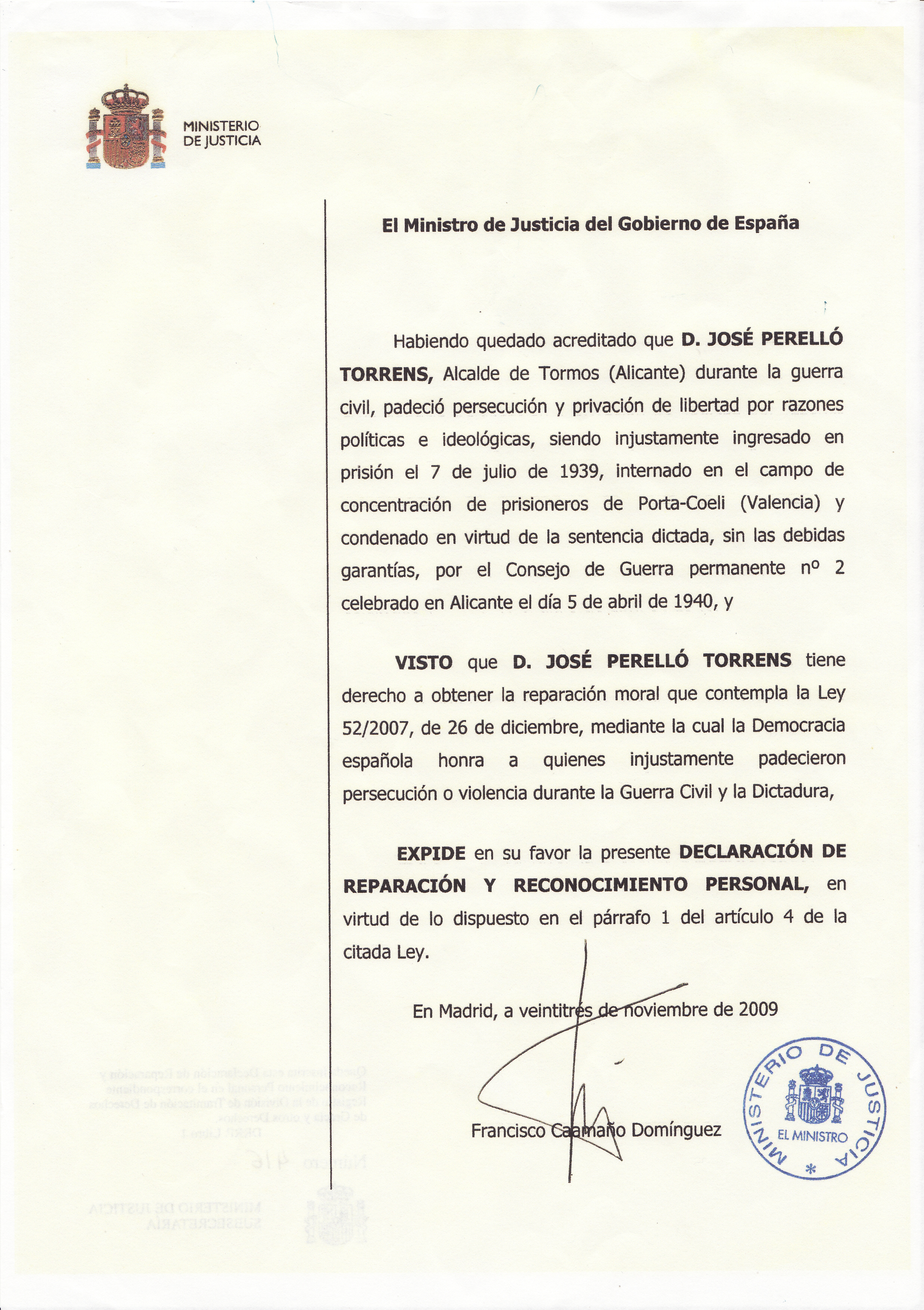
Reparació moral José Perelló Torrens

En novembre de 2009 el seu besnet va aconseguir, en el marc de la Llei de la Memòria històrica (2007), una declaració de reparació moral i reconeixement personal per part del Ministeri de Justícia, atorgada a aquells que injustament van patir persecució o violència durant la Guerra Civil i la Dictadura franquista. Han rebut també aquest mateix reconeixement, entre d'altres, Miguel Hernández o Lluís Companys. D'una altra banda, el 23 de novembre del 2011 el ple de l'Ajuntament de Tormos, a petició del besnet de l'homenatjat, va aprovar per unanimitat la denominació de carrer Alcalde José Perelló Torrens d'una via pública de nova creació, decisió fonamentada, entre altres motius, en el fet "que José Perelló Torrens va ser Alcalde de Tormos entre 1931 i 1939 i que durant l'exercici del seu càrrec en el temps de la Guerra Civil Espanyola (1936-1939) va evitar que en el poble de Tormos, a diferència del que va ocórrer en altres municipis (Orba, Sagra, Benimeli o Sanet) hi haguera vessament de sang, destrucció de béns religiosos i confiscació de terres".
Altres dades d'interès són que José Perelló Torrens, conegut pel malnom de Pepe "Barrina", va emigrar a Amèrica, arribant a Ellis Island (Nova York) el 14 de febrer de 1917 a bord del vaixell "Antonio López" que havia eixit del port de València. El seu fill major, José Perelló Ballester (1913-1939) es va allistar en el Batalló "Alicante Rojo" l'agost de 1936, participant en la batalla de Sigüenza (agost-octubre 1936). Posteriorment va ser enquadrat en la 71a Brigada Mixta de la 12a Divisió del IV cos de l'Exèrcit, participant en la batalla de Guadalajara (març 1937) contra el Corpo di Truppe Volontarie enviat per Mussolini a Espanya. Posteriorment va formar part de la 113a Brigada Mixta de la 36a Divisió del VII cos de l'Exèrcit Popular de la República (EPR), lluitant a Extremadura. Va estudiar en l'Escola Popular de Guerra nº3 d'Infanteria ubicada a Paterna (València) arribant al grau de Tinent en Campanya l'agost de 1938 i sent destinat al quadre eventual de l'Exèrcit de Llevant. José Perelló Ballester va morir lluitant al front poc abans d'acabar-se la guerra.